# Верховный Совет Удмуртской АССР
Верховный Совет Удмуртской АССР — высший орган государственной власти Удмуртской Автономной Советской Социалистической Республики в 1938—1990 годах.
Впервые избран в июне 1938 года в составе 142 депутатов. Являлся однопалатным органом, заменив съезд Советов УАССР, функционировавший с 1935 по 1937 год.

## История
С декабря 1934 года (после создания Удмуртской АССР) до принятия первой Конституции УАССР в марте 1937 года высшим органом государственной власти в республике являлся съезд Советов, созывавшийся один раз в год. Первый съезд Советов УАССР, в котором приняли участие 358 делегатов, состоялся в Ижевске 12 января 1935 года.
Всего за период с 1935 по 1937 год было проведено два республиканских съезда Советов. На втором (чрезвычайном) съезде Советов в марте 1937 года была принята первая Конституция Удмуртской АССР, статья 17 которой определяла статус Верховного Совета Удмуртской АССР.
Первые выборы в Верховный Совет УАССР состоялись 26 июня 1938 года. Было избрано 142 депутата, в том числе 49 рабочих, 65 крестьян и 28 представителей служащих и интеллигенции. Среди депутатов было 39 женщин. В состав Верховного Совета 1-го созыва вошли представители 9 национальностей: 61 удмурт, а также русские, евреи, мордовцы, чуваши, татары, белорусы, грузины и армяне. Первая сессия открылась 25 июля 1938 года. Первым Председателем Верховного Совета республики был избран Николай Петрович Разенов, первым Председателем Президиума Верховного Совета — Иван Тихонович Ворончихин.
В годы войны выборы в Верховный Совет не проводились, полномочия Советов первого созыва продлевались. Многие депутаты ушли на фронт. Выборы депутатов Верховного Совета второго созыва состоялись только в марте 1947 года.
Несколько сессий Верховного Совета УАССР девятого созыва были посвящены подготовке второй Конституции Удмуртской АССР. 30—31 мая 1978 года состоялась 9-я сессия Верховного Совета УАССР девятого созыва, принявшая вторую Конституцию Удмуртской АССР.
В марте 1990 года в Удмуртии состоялись выборы в Верховный Совет двенадцатого созыва. Председателем Совета и одновременно Председателем Президиума был избран В. К. Тубылов. После принятия Декларации о суверенитете Удмуртской Республики в сентябре 1990 года Верховный Совет УАССР был реорганизован в Верховный Совет Удмуртской Республики.
В 1994 году принятая Конституция Удмуртской Республики установила статус Государственного Совета Удмуртской Республики в качестве высшего и единственного органа законодательной власти Удмуртии.

## Структура и функции
В функции Верховного Совета включалось
- установление Конституции Удмуртской Республики, внесение её на утверждение Верховного Совета РСФСР и контроль за её исполнением;
- установление районного деления и границ районов и городов республики;
- принятие законов Удмуртской АССР;
- утверждение народнохозяйственного плана и бюджета, определение государственных и местных налогов;
- управление промышленными, сельскохозяйственными и торговыми предприятиями и организациями республиканского подчинения;
- контроль и наблюдение за состоянием и управлением предприятий, подчинённых органам СССР и РСФСР;
- организация судебных органов Удмуртской АССР и ряд других функций[4].

Конституция также определила созыв сессий Президиумом Верховного Совета УАССР два раза в год, а также возможность созыва внеочередных сессий по усмотрению Президиума или по требованию ⅓ депутатов Верховного Совета. Президиум избирался депутатами совета в составе Председателя, двух его заместителей, секретаря и 12 членов.
Депутат Верховного Совета наделялся парламентской неприкосновенностью: он не мог быть привлечен к судебной ответственности или арестован без согласия Верховного Совета, а в период между сессиями — без согласия Президиума.
На первом своем заседании каждого нового созыва Совет избирал постоянные комиссии из состава депутатов: мандатную, законодательных предложений, бюджетную, по промышленности и транспорту, торговле, сельскому хозяйству и другие. Комиссии действовали до окончания полномочий Совета.
В составе Верховного Совета действовал также Совет старейшин, избиравшийся из числа депутатов, представлявших депутатские группы от районов республики. В функции Совета старейшин входило предварительное рассмотрение порядка дня сессии и регламента заседаний, а также подготовка предложений по повестке дня. На первом заседании Верховного Совета каждого созыва Совет старейшин, как правило, вносил рекомендации по кандидатуре Председателя Верховного Совета и его заместителей, составу Президиума и повестке дня сессии.

## Руководители
| Председатели - Шутников С. А. (1939—1941) - Караваев А. В. (1941—1952) - Вахрушев А. Н. (1952—1955) - Богданов А. Ф. (1955—1959) - Ворончихин С. И. (1959—1963) - Красильников Г. Д. (1963—1967) - Захаров В. Н. (1967—1971) - Машагатов В. Ф. (1971—1980) - Разеева Е. И. (1980—1985) - Калинин В. Е. (1985—1990) - Тубылов В. К. (1990—1995) | Председатели Президиума - Ворончихин И. Т. (1938—1939) - Павлов А. Е. (1939—1949) - Вотинцев В. П. (1949—1952) - Караваев А. В. (1952—1959) - Сысоев П. П. (1959—1977) - Тубылов А. И. (1977—1990) |